# スタジアム・オブ・ライト
スタジアム・オブ・ライト（Stadium of Light）は、イングランド・タインアンドウィア州サンダーランドにあるサッカー専用スタジアム。サンダーランドAFCのホームスタジアム。

## 概要
サンダーランドAFCは、1898年からホームスタジアムとして使用していたローカー・パークの老朽化に伴い、1997年にこの新スタジアムへとホームスタジアムを移転した。なお、ローカー・パークは閉場した1997年の翌年に解体された。
移転直後の2000年には総工費700万ポンドを投じて北スタンドの拡張工事を行い、現在の収容人数である49,000人という国内でも有数の大規模なサッカー専用スタジアムへと生まれ変わった。
2007年8月6日、スタジアム開場10周年を記念してユヴェントスFCを招待してのプレシーズンマッチが開催された。試合はサンダーランドのダリル・マーフィーとユヴェントスのクリスティアン・モリナーロの得点によって1-1での引き分けに終わった。
収容人数49,000人を誇るスタジアムであるため、1997年の開場以来何度かイングランド代表の国際Aマッチが開催されてきた。開催された試合のうちほとんどは同代表のホームスタジアムであるウェンブリー・スタジアムが建設途中の2000年前後の時期の試合であり、記念すべき最初の試合は1999年10月11日のベルギー代表との親善試合であった。
また、収容人数が立ち見席の仮設などで60,000人へと増加するコンサートでは多くのアーティストがスタジアムを訪れている。

## 開催された主な試合・イベント

### サッカー
- 国際Aマッチ

| 日付           | ホームチーム | 結果 | アウェーチーム | ラウンド           |
| -------------- | ------------ | ---- | -------------- | ------------------ |
| 1999年10月11日 | ベルギー     | 2-1  | ベルギー       | 親善試合           |
| 2003年4月2日   | イングランド | 2-0  | トルコ         | UEFA EURO 2004予選 |
| 2016年5月27日  | イングランド | 2-1  | オーストラリア | 親善試合           |

- 国際Aマッチ (女子)

| 日付           | ホームチーム | 結果 | アウェーチーム | ラウンド                                    |
| -------------- | ------------ | ---- | -------------- | ------------------------------------------- |
| 2021年11月27日 | イングランド | 1-0  | オーストリア   | 2023 FIFA女子ワールドカップ・ヨーロッパ予選 |

### コンサート
- オアシス, テイク・ザット, P!NK, キングス・オブ・レオン, コールドプレイ, リアーナ, ボン・ジョヴィ, ワン・ダイレクション, エド・シーラン